# 第3タイ・ラオス友好橋
第3タイ・ラオス友好橋 (だい3タイ ラオスゆうこうきょう、ラーオ語: ຂົວມິດຕະພາບ ລາວ-ໄທ 3、タイ語発音: [sàpʰaːn míttràpʰâːp tʰaj laːw hɛ̀ŋ tʰîː sǎːm]、タイ語：สะพานมิตรภาพ ไทย-ลาว 3) は、メコン川を隔てるタイのナコーンパノム県ムアンナコーンパノム郡とラオスのカムムアン県ターケーク郡とを繋ぐ橋である。2009年3月6日に定礎式が行われ、2011年11月11日に開通した 。